# Castex (Ariège)
Castex (okzitanisch Castèths) ist eine französische Gemeinde mit 95 Einwohnern (Stand 1. Januar 2022) im Département Ariège in der Region Okzitanien; sie gehört zum Arrondissement Saint-Girons und zum Kanton Arize-Lèze.

## Lage
Castex liegt im Norden des Départements Ariège. Nächstgelegene Stadt ist das etwa 25 Kilometer (Luftlinie) ostsüdöstlich gelegene Pamiers; die Großstadt Toulouse ist knapp 70 Kilometer nördlich. Die Gemeinde liegt im Massif du Plantaurel.
Die Gemeinde besteht aus dem Dorf Castex, Kleinsiedlungen und Einzelgehöften.

## Geschichte
Castex war im Mittelalter eine Bastide innerhalb der Kastlanei Le Carla in der Grafschaft Foix. Die Gemeinde gehörte von 1793 bis 1801 zum District Mirepoix-Pamiers. Zudem lag sie von 1793 bis 1801 im Kanton Daumazan und war von 1801 bis 2015 Teil des Kantons Le Mas d’Azil (1793–1801) unter dem Namen Kanton Mas d’Azis.

## Bevölkerungsentwicklung
| Jahr                       | 1962 | 1968 | 1975 | 1982 | 1990 | 1999 | 2006 | 2012 | 2019 |
| Einwohner                  | 145  | 108  | 98   | 97   | 76   | 73   | 96   | 97   | 93   |
| Quellen: Cassini und INSEE |      |      |      |      |      |      |      |      |      |

Im 19. Jahrhundert zählte der Ort zeitweise über 400 Einwohner. Die zunehmende Mechanisierung der Landwirtschaft führte zu einem kontinuierlichen Absinken der Einwohnerzahlen bis auf die Tiefststände in den 1990er Jahren.

## Sehenswürdigkeiten
- Dorfkirche Saint-Pierre aus dem Jahr 1899 mit einer hölzernen Christusstatue aus dem 14. Jahrhundert
- Kalvarienberg und Wegkreuz